# Герб Чернелиці
Герб Чернелиці — офіційний символ селища Чернелиця Городенківського району Івано-Франківської області. Автор — М. Абрамович.

## Геральдика герба
1. Жовто-блакитний фон — ми є невід,ємною частиною суверенної України.
2. Щит як форма герба демонструє нашу здатність завжди захистити наш рідний край.
3. Сторони щита символізують ріку Дністер, який омиває нашу територію.
4. Червоний кут — символ Покуття.
5. Колір червоного кута на гербі символізує першу назву села «Черлениця», тобто «красна».
6. 1440 — рік першої письмової згадки про Чернелицю (за істориком Петром Сіреджуком).
7. Білий фон, на якому вказаний 1440 рік, символізує те, що ми самі пишемо історію свого селища.
8. Корона — символ нашого замку, а також символ міста.
9. Лавровий вінок — ознака благородства та величі, тому що наше село є «колискою» багатьох відомих особистостей.
10. Золотий сніп пшениці — символ роду.
11. Перевесло на снопі — символ єдності.
12. Зерна у колосках — символ всіх жителів Чернелиці.
13. Верба — один із національних символів, оспіваних у піснях. У цьому випадку — символ Трійці, тобто духовності.
14. Поєднання верби і снопа — це духовність, яка виростає з роду, і змалку передається з покоління в покоління, укріплюючи нашу християнську віру.
15. Літера «Ч» — перш буква назви селища.
16. Стрічка, на якій бачимо напис «Чернелиця», символізує своїм кольором відтінок нашої землі.